# Musée national d'histoire militaire
Pour les articles homonymes, voir Musée national d'histoire militaire (homonymie).

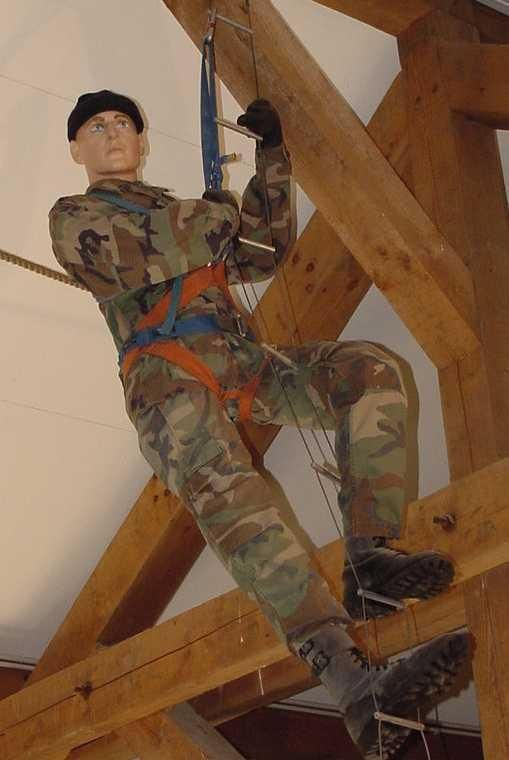
Mannequin exposé représentant un soldat luxembourgeois

Le Musée national d'histoire militaire, également connu sous le sigle MNHM, est un musée situé dans les bâtiments de l'ancienne brasserie de Diekirch, au Luxembourg. Le principal thème qu'il aborde est la bataille des Ardennes au Luxembourg, bataille qui eut lieu au cours de la Seconde Guerre mondiale durant l'hiver 1944-45. Ce musée est issu du Musée historique de Diekirch, ouvert en 1984.
L'adresse : 10, Bamertal - L-9209 Diekirch Luxembourg.

## Collection
Le fil rouge du musée est la représentation historique des opérations militaires dans les Ardennes en respectant le point de vue américain, allemand et civil. Plus de 3 000 m² de surface d’exposition et de nombreux dioramas à l’échelle 1:1, permettent une vue détaillée des situations dans lesquelles militaires et civils étaient jadis pris. Des salles spéciales montrent d’importantes collections d’armes, d’uniformes, d’équipements militaires de tout genre, des véhicules à roues et à chenilles, ainsi que de nombreux objets personnels, des photos, documents et cartes. La pièce maîtresse est la représentation minutieuse de la traversée de la Sûre près de Diekirch le 18 janvier 1945, par des unités de la 5e division d’infanterie américaine.
Une deuxième partie du musée est consacrée à l’histoire des forces armées luxembourgeoises depuis la création du Grand-Duché jusqu’à présent. Une sélection de dioramas grandeur nature couvrent les importants chapitres et aspects-clefs de l’armée luxembourgeoise d’après-guerre. D’autres sections sont consacrées aux Luxembourgeois au service des alliées pendant la Première et Seconde Guerre mondiale, ainsi que pendant la guerre de Corée. Les missions luxembourgeoises au sein des Nations unies sont également traitées et d’autres expositions racontent de la vie militaire quotidienne.

## Coopérations
Le Musée national d’histoire militaire est membre fondateur de l’Association belgo-luxembourgeoise des musées de la bataille des Ardennes (Amba).
Il est d’autre part partenaire européen du National World War II Museum à La Nouvelle-Orléans, aux États-Unis.

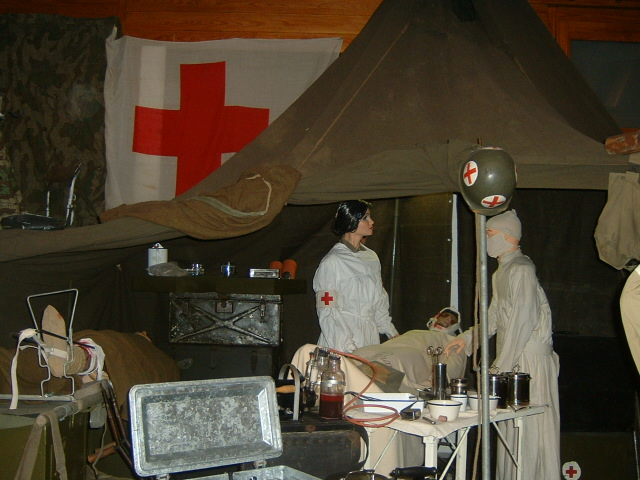
US - tente ambulancier
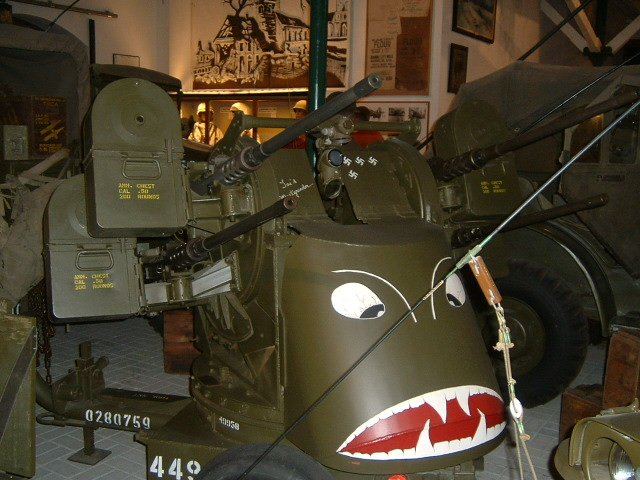
US-
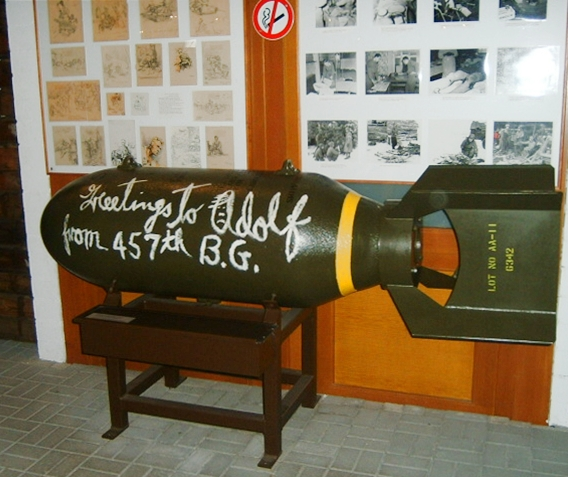
US-bombe pour Hitler
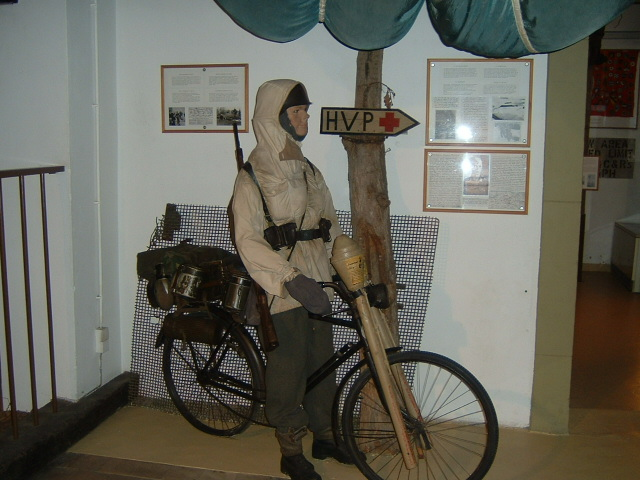
Courier avec Panzerfaust